# Црква Вазнесења Христовог у Бусновима
Црква Вазнесења Христовог  је храм Српске православне цркве који се налази у Бусновима у граду Приједор, у Републици Српској. Припада епархији бањалучкој. Посвећена је Вазнесењу Христовом.
Саграђена је 1870. године, о чему свједочи натпис изнад врата на јужном зиду храма. Храм је грађен од масивне храстовине, правоугаоне је основе са петостраном апсидом. Олтарски дио је засведен, док су бочни покривени равном таваницом. У западном дјелу цркве налази се дрвени хор.
Четири ступца дјеле унутрашњу просторију храма на три брода. Ступци наоса су орнаментисани резбаријом. У сјевероисточном дјелу храма је стубац украшен мотивма розета, полукругова, Соломоновог слова, петље, лукова, ватреног кола и ромбовима. Под цркве је сачињен од даске. Звоник је саграђен 1898. године.
У Бусновима је рођен и крштен епископ бањалучки Јефрем. Овде се одржава Велики народни збор у Бусновима.